# 赛普里斯 (加利福尼亚州)
赛普里斯（英語：Cypress），是美国加利福尼亚州橙县下属的一座城市。建市于1956年7月24日，面积大约为6.58平方英里（17平方公里）。根据2010年美国人口普查，该市有人口47,802人。